# Intel GMA
L'Intel Graphics Media Accelerator (GMA) és una sèrie de processadors gràfics integrats introduïts l'any 2004 per Intel, substituint l'anterior sèrie Intel Extreme Graphics i succeïda per les sèries Intel HD i Iris Graphics.
Aquesta sèrie s'adreça al mercat de solucions gràfiques de baix cost. Els productes d'aquesta sèrie estan integrats a la placa base, tenen una potència de processament de gràfics limitada i utilitzen la memòria principal de l'ordinador per a l'emmagatzematge en lloc d'una memòria de vídeo dedicada. Es trobaven habitualment en netbooks, ordinadors portàtils de baix preu i ordinadors d'escriptori, així com ordinadors empresarials que no necessiten alts nivells de capacitat gràfica. A principis de 2007, al voltant del 90% de totes les plaques base de PC venudes tenien una GPU integrada.

## Història
La línia GMA de GPU substitueix l'anterior Intel Extreme Graphics i la línia Intel740, la darrera de les quals era una unitat discreta en forma de targetes AGP i PCI amb tecnologia que va evolucionar a partir de les empreses Real3D i Lockheed Martin. Més tard, Intel va integrar el nucli i740 a l'Intel 810 northbridge.
L'arquitectura original dels sistemes GMA només suportava algunes funcions del maquinari i es basava en la CPU de l'amfitrió per gestionar almenys una part de la canalització gràfica, disminuint encara més el rendiment. Tanmateix, amb la introducció de la quarta generació d'arquitectura GMA d'Intel (GMA X3000) el 2006, moltes de les funcions s'incorporen ara al maquinari, proporcionant un augment del rendiment. La quarta generació de GMA combina capacitats de funcions fixes amb una sèrie de fils d'unitats d'execució programables, proporcionant avantatges tant per al rendiment de gràfics com de vídeo. Molts dels avantatges de la nova arquitectura GMA provenen de la capacitat de canviar de manera flexible segons sigui necessari entre l'execució de tasques relacionades amb els gràfics o les tasques relacionades amb el vídeo. Si bé el rendiment de GMA ha estat àmpliament criticat en el passat per ser massa lent per als jocs d'ordinador, de vegades se l'anomenen de manera despectiva Intel "GMD" (Graphics Media Decelerator) i es coneix essencialment com el primer "desaccelerador gràfic" del món des de l'S3 de baix rendiment. ViRGE, l'última generació de GMA hauria d'alleujar moltes d'aquestes preocupacions per al jugador casual.
Malgrat les similituds, la sèrie principal d'Intel de processadors gràfics integrats (IGP) GMA no es basa en la tecnologia PowerVR amb llicència d'Intel d'Imagination Technologies. Intel va utilitzar els dissenys PowerVR MBX de baixa potència en chipsets compatibles amb la seva plataforma XScale i, des de la venda de XScale el 2006, ha autoritzat el PowerVR SGX i l'ha utilitzat al GMA 500 IGP per utilitzar-lo amb la seva plataforma Atom.
Amb la introducció del Platform Controller Hub, la sèrie Graphics Media Accelerator va cessar i es va crear la sèrie Intel HD i Iris Graphics basada en CPU.